# Give My Love to Rose
Singles de Johnny Cash
Next in Line
(1957) Ballad of a Teenage Queen
(1958)
Give My Love to Rose est une chanson écrite et originellement enregistrée par le chanteur américain Johnny Cash.
La chanson est sortie en face B du single Home of the Blues en août 1957 chez Sun Records (Sun 279). Le single a atteint la 5e place du classement country « C&W Best Sellers in Stores » du magazine musical Billboard. La chanson Give My Love to Rose a également atteint la 13e place du classement « Most Played C&W by Jockeys » de Billboard, tandis que Home of the Blues a atteint la 3e place.